# Rososza (rejon hajsyński)
Rososza (ukr. Росоша) – wieś na Ukrainie, w obwodzie winnickim, w rejonie hajsyńskim, w hromadzie Tepłyk. W 2001 liczyła 762 mieszkańców, wśród których 755 wskazało jako ojczysty język ukraiński, 5 rosyjski, 1 białoruski, a 1 inny.